# Pedicia (Amalopis) norikurae
Pedicia (Amalopis) norikurae is een tweevleugelige uit de familie Pediciidae. De soort komt voor in het Palearctisch gebied.